# Lacey Chabert
Lacey Nicole Chabert, född 30 september 1982 i Purvis i Mississippi, är en amerikansk skådespelare.

## Biografi
Chabert föddes i Purvis i Mississippi i USA som dotter till Julie och Tony Chabert. Fadern är fransktalande cajun från Louisiana. Hon har en bror, T.J., och två systrar, Wendy och Crissy.
Chabert började sin skådespelarkarriär med att spela rollen som Cosette i Les Misérables på Broadway. Hon ingick i Broadway Kids som även Christy Carlson Romano, Chris Trousdale och Greg Raposo var medlemmar i. Hon skulle ha spelat rollen som den unga Lily i filmen Tillbaka till den blå lagunen (1991) men hoppade av på grund av okänd anledning. Chabert blev istället världskänd för sin roll som Claudia Salinger i TV-serien Ensamma hemma från 1994. Hon breddade sitt kändisskap med rollgestaltningen av Penny Robinson i filmen Lost in Space (1998) som baseras på TV-serien med samma namn från 1960-talet.
Sedan 1998 har Chabert gett rösten till Eliza Thornberry i den tecknade serien Den vilda familjen Thornberry samt i två filmer – Den vilda familjen Thornberry – filmen (2002) och Rugrats i vildmarken (2003). Hon gjorde även rösten för Meg Griffin i första säsongen av Family Guy (1999), som sedan Mila Kunis tog över. Chabert hade även en roll i TV-filmen The Brooke Ellison Story av Christopher Reeve. I filmen spelade hon Brooke Ellison som baserades på en verklig kvinna som led av tetraplegi men övervann flera hinder för att kunna ta examen från Harvard. Hon har även medverkat i filmerna Dagispapporna (2003), Mean Girls (2004) och Hello Sister, Goodbye Life (2006). 
På MTV Movie Awards 2005 vann hon utmärkelsen "Best On-Screen Team" tillsammans med Lindsay Lohan, Rachel McAdams och Amanda Seyfried för deras roller i Mean Girls. 2007 figurerade hon på omslaget av januarinumret av tidningen Maxim.
Chabert bor i södra Kalifornien i USA, dit hon flyttade 1994 med sin familj när hon startade inspelningen av Ensamma hemma.

## Filmografi (urval)
| År   | Titel                                                  | Roll                     |
| ---- | ------------------------------------------------------ | ------------------------ |
| 1993 | Gypsy                                                  | Baby June                |
| 1997 | Mördande hemlighet                                     | Jennie Newhall           |
| 1997 | Anastasia                                              | ung Anastasia (sångröst) |
| 1997 | Babes in Toyland                                       | Jill (röst)              |
| 1998 | Lost in Space                                          | Penny Robinson           |
| 1998 | Lejonkungen II – Simbas skatt                          | ung Vitani               |
| 1998 | An American Tail III: The Treasure of Manhattan Island | Tanya Mousekewitz (röst) |
| 1999 | An American Tail: The Mystery of the Night Monster     | Tanya Mousekewitz (röst) |
| 1999 | We Wish You a Merry Christmas                          | Cindy (röst)             |
| 2001 | Not Another Teen Movie                                 | Amanda Becker            |
| 2001 | Beautiful People                                       | Eloise Logan             |
| 2002 | Hometown Legend                                        | Rachel Sawyer            |
| 2002 | Balto: Wolf Quest                                      | Aleu                     |
| 2002 | Den vilda familjen Thornberry – filmen                 | Eliza Thornberry         |
| 2003 | Rugrats i vildmarken                                   | Eliza Thornberry         |
| 2003 | Dagispapporna                                          | Jenny                    |
| 2004 | The Brooke Ellison Story                               | Brooke Ellison           |
| 2004 | Mean Girls                                             | Gretchen Weiners         |
| 2005 | Dirty Deeds                                            | Meg                      |
| 2005 | Fatwa                                                  | Noa Goldman              |
| 2005 | The Pleasure Drivers                                   | Faruza                   |
| 2006 | Be My Baby                                             | Tiffany                  |
| 2006 | Black Christmas                                        | Dana Mathis              |
| 2007 | What If God Were the Sun?                              | Jamie                    |
| 2008 | Sherman's Way                                          | Marcy                    |
| 2008 | Flickvänner från förr                                  | Sandra Volkom            |
| 2009 | Quantum Quest: A Cassini Space Odyssey                 | Jeanna (röst)            |
| 2009 | In My Sleep                                            | Becky                    |
| 2010 | Slightly Single in L.A.                                | Dale Squire              |

### Television
| År   | Titel                         | Roll                                               |
| ---- | ----------------------------- | -------------------------------------------------- |
| 1991 | Star Search med Ed McMahon    | Jr Vocal Finalist                                  |
| 1993 | All My Children               | Bianca Montgomery #3; 2 avsnitt                    |
| 1994 | Ensamma hemma                 | Claudia Salinger (1994-2000)                       |
| 1996 | Hey Arnold!                   | Ruth P. McDougal (1996-1997) (2 avsnitt) (TV-film) |
| 1998 | Den vilda familjen Thornberry | Eliza Thornberry (1998-2004) (röst) (TV-serie)     |
| 1999 | Family Guy                    | Meg Griffin (Säsong 1) (röst) (Uncredited)         |
| 1999 | Rayman: The Animated Series   | Betina (röst) (avsnitt 3)                          |
| 2003 | The Drew Carey Show           | Grace                                              |
| 2004 | The Brooke Ellison Story      | Brooke Ellison (TV-film)                           |
| 2005 | American Dragon: Jake Long    | Jasmine (röst) (avsnitt 2)                         |
| 2006 | Bratz                         | Kaycee (2006-) (röst)                              |
| 2006 | Hello Sister, Goodbye Life    | Olivia Martin (TV-film)                            |
| 2006 | Chaotic                       | Krystella (röst) (2006-, återkommande roll)        |
| 2007 | Ghost Whisperer               | Donna Ellis (avsnitt; Love Still Won't Die)        |
| 2007 | What If God Were the Sun?     | Jamie Spagnoletti (TV-film)                        |
| 2007 | The Hot Years                 | Stevie (TV-serie)                                  |
| 2008 | The Spectacular Spider-Man    | Gwen Stacy (TV-serie) (röst)                       |
| 2022 | Groundswell                   | Emma (TV-film)                                     |